# 高山市立朝日中学校
高山市立朝日中学校 （たかやましりつ あさひちゅうがっこう）は、岐阜県高山市にある公立中学校。
校区は高山市朝日町全域（旧・大野郡朝日村）、高根町全域（旧・大野郡高根村）であり、朝日小学校の児童が進学する。

## 沿革
朝日中学校は元々大野郡朝日村の中学校であったが、朝日村が高山市編入後の中学校統廃合により朝日町、高根町全域が校区となった。
- 1947年（昭和22年）4月 - 朝日村立朝日中学校として開校。朝日小学校の校舎の一部を仮校舎とする。
- 1951年（昭和26年） - 朝日小学校の隣接地に新築移転。
- 1963年（昭和38年） - 秋神中学校を統合。秋神分教室設置。
- 1964年（昭和39年）
  - 4月 - 秋神分教室を廃止。
  - 5月 - 校舎（鉄筋コンクリート造2階建）を増築。
- 1965年（昭和40年）11月21日 - 敷地内の斐太実業高等学校朝日分校校舎の火災により、講堂などを焼失。
- 1983年（昭和58年） - 現在地に新築移転。
- 2005年（平成17年）2月1日 - 朝日村が高山市に編入される。同時に高山市立朝日中学校に改称する。
- 2007年（平成19年）3月 - 高山市立高根中学校を統合する。
- 2008年（平成20年）3月 - 高山市立日和田中学校を統合する。

## 義務教育学校の計画
- 高山市立朝日小学校と統合し、義務教育学校とする計画である。2028年度の開校予定である[1]。